# Le Monsieur d'en face
Le Monsieur d'en face est un téléfilm français de 90 minutes, réalisé par Alain Robillard en 2006.

## Synopsis
Nathalie, trente ans, a un compte à découvert et une vie qui ressemble à une course d'obstacles. Entre un nouvel emploi au rayon chaussures, un fils de dix ans dont elle s'occupe seule et un loyer prohibitif, elle n'a jamais le temps de souffler. Le jour de l'anniversaire de son fils, elle se retrouve à la porte de son appartement et licenciée. Dans une autre vie, Nathalie rêvait d'être médecin. Elle avait commencé des études, mais elle est tombée amoureuse de Vincent. La venue de Léo a bouleversé leur vie. Vincent a reconnu son fils mais fuit ses responsabilités. Il a disparu et n'est jamais revenu. Dans la liste de ce qui complique la vie de Nathalie, il y a aussi le voisin de palier, monsieur Martin, qui est son propriétaire. Bourré de tics et de TOC, il vit comme un ours, reclus dans son appartement à ruminer son hostilité au monde. Avocat, il travaille à distance pour une association.

## Fiche technique
- Réalisateur : Alain Robillard.
- Scénario : Judith Louis et Alain Robillard.
- Producteur : Patrick Benedek, Thomas Bourguignon et Christophe Louis.
- Musique du film : Sébastien Souchois.
- Directeur de la photographie : Bernard Cassan.
- Montage : Frédéric Viger.
- Distribution des rôles : Sylvie Brocheré.
- Société de production : BB Films, TF1, Centre National de la Cinématographie (CNC).
- Format : couleur - 1,78:1 - 35 mm.
- Pays d'origine : France
- Genre : comédie - romance.
- Durée :
- Date de sortie : 13 février 2007 TSR1 et le 4 février 2008 sur TF1.

## Distribution
- Yves Rénier : Maxime Martin.
- Ingrid Chauvin : Nathalie Delambre.
- Eliott Parillaud : Léo Delambre.
- Emmanuel Patron : Vincent Manceaux.
- Marie Guillard : Sandra Manceaux.
- Nicolas Robillard : Kevin.
- Frank Geney : Antoine Martin.
- Smadi Wolfman : Marie Pommier, assistante sociale.
- Rebecca Potok : la juge.
- Jean-François Gallotte : l'inspecteur.
- Jérôme Keen : le chef de rayon.
- Bruno Chapelle : le médecin.
- Gilles Fisseau : maitre Verdier, l'avocat de Vincent.
- Fabrice Bagni : le conducteur impatient.
- Philippe Soutan : le patron.
- Joseph Chanet : le chauffeur de taxi chinois.
- Vanille Attié : Laurence, vendeuse et collègue de Nathalie.
- Sophie Gourdin : la concierge.
- Dominique Chiaroni : le client hôtel.
- Nicolas Nova : le livreur.
- Mylène Wagram : la guichetière.
- Lou Ken : le client 1.
- Jérôme Garcia : le client 2.
- François Daubigny : le client 3.
- Emmanuelle L'Autissier : la secrétaire.
- Céline Caussimon : la dame du village.
- Jean-Noël Martin : le client maniaque.
- Marc Certik : le client 38.
- Pierre-Michel Sivadier : le serveur.
- Franck Chilly : l'agent de sécurité.
- Danielle Altenburger : la patiente.